# Kanton La Ferté Macé
La Ferté Macé (voorheen La Ferté-Macé) is een kanton van het Franse departement Orne. Het kanton maakt deel uit van de arrondissementen Alençon (6) en Argentan (9). Het decreet van 5 maart 2020 heeft de naam van het kanton aangepast aan de naam van zijn hoofdplaats (door het weglaten van het koppelteken).

## Gemeenten
Het kanton La Ferté Macé omvatte tot 2014 de volgende 9 gemeenten:
- Antoigny
- Couterne
- La Ferté-Macé (hoofdplaats)
- Lonlay-le-Tesson
- Magny-le-Désert
- Méhoudin
- Saint-Maurice-du-Désert
- Saint-Michel-des-Andaines
- La Sauvagère

Na de herindeling van de kantons bij decreet van 25 februari 2014, met uitwerking op 22 maart 2015, omvatte het kanton 15 gemeenten.
Op 12 januari 2016 werden:
- de gemeenten Bagnoles-de-l'Orne en Saint-Michel-des-Andaines samengevoegd tot de fusiegemeente (commune nouvelle Bagnoles de l'Orne Normandie, waarna bij decreet van 5 maart 2020, Saint-Michel-des-Andaines werd overgeheveld naar het kanton Bagnoles de l'Orne Normandie,
- de gemeenten Saint-Maurice-du-Désert en La Sauvagère samengevoegd tot de fusiegemeente (commune nouvelle) Les Monts d'Andaine,
- de gemeenten La Ferté-Macé en Antoigny samengevoegd tot de fusiegemeente (commune nouvelle) La Ferté Macé.

- Banvou
- Beauvain
- Bellou-en-Houlme
- La Coulonche
- Dompierre
- Échalou
- La Ferrière-aux-Étangs
- La Ferté Macé
- Lonlay-le-Tesson
- Messei
- Les Monts d'Andaine
- Saint-André-de-Messei
- Saires-la-Verrerie